# Danuta Nagórna
Danuta Nagórna-Ferreras 1° v. Górna (ur. 17 stycznia 1932 w Łucku, zm. 6 października 2021 w Warszawie) – polska aktorka teatralna i filmowa.

## Życiorys
Absolwentka Wydziału Aktorskiego warszawskiej Państwowej Wyższej Szkoły Teatralnej. Aktorka zadebiutowała 17 listopada 1956. W latach 1956–1958 występowała na deskach Teatru Polskiego w Warszawie, w latach 1958–1962 – Teatru im. Juliusza Osterwy w Lublinie, a następnie na warszawskich scenach: Praskiego Teatru Ludowego (1962–1966), Teatru Ludowego (1966–1974), Teatru Nowego (1974–1978), Teatru na Woli (1978–1987, 1990–1991) i Teatru Nowego (1987–1990). Wystąpiła również w ponad dwudziestu spektaklach telewizyjnych.
Zmarła 6 października 2021, sześć dni później została pochowana na cmentarzu w Rembertowie.

## Filmografia
- 1958: Historia jednego myśliwca – jako Katarzyna, Polka opiekująca się rannym Zarembą we Francji
- 1997: Dom – jako pracownica domu starców (odc. 17)
- 2016: Na sygnale – jako Stefa (odc. 88)
- 2016: Ostatnia rodzina – jako Stanisława Stankiewicz, matka Zofii Beksińskiej
- 2018: Ojciec Mateusz – jako starsza pani (odc. 261)

Źródło:.